# 安倍仲雄
安倍 仲雄（あべ なかお、1877年（明治10年）8月1日 - 1942年（昭和17年）2月5日）は日本の内科医。医学博士。

## 経歴
秋田県北秋田郡阿仁前田村出身。医師安倍全庵の長男として生まれる。
秋田師範学校附属小学校、秋田尋常中学校、第四高等学校を出た後、1902年（明治35年）京都帝国大学医科大学を卒業。そのまま大学院で学び、同大学助手、助教授を務めた。
京都市衛生技師を経て1909年（明治42年）には満洲に渡り南満州鉄道医長に就任。数々の論文を著し、1910年（明治43年）医学博士の学位を得、1911年（明治44年）南満医学堂教授となる。
1912年（明治45年）から1914年（大正3年）までアメリカ、イギリス、ドイツ、オランダ、ベルギー、フランス、スイス、イタリア、オーストリア等の欧米諸国に遊学し、医療・衛生事情を巡察。特にドイツにおいてはベルリン医科大学第3内科教室に1年余の間留学し、脳脊髄病の研究を行った。
1914年（大正3年）に帰朝すると郷里の秋田県へ戻り、秋田市西根小屋町に秋田県初の医学博士として内科医院を開業した。大正から昭和にかけて母校秋田中学校の校医も務め、また秋田県体育協会発足時には会長に就任するなど、体育・社会教育にも尽力し、1916年（大正5年）、教育功労者として秋田県知事より表彰された。